# Torxitori I de Zori

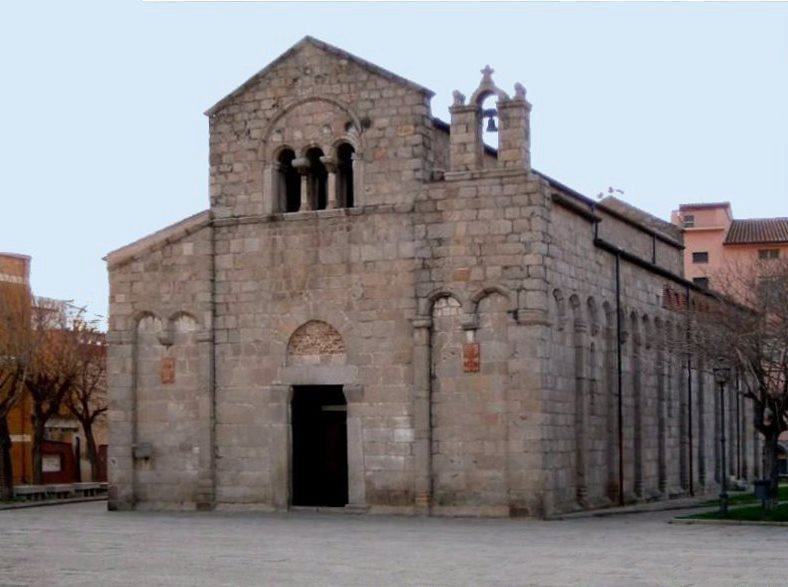
Església de Sant Simplici a Olbia, construïda per ordre de Torxitori.

Torxitori I de Zori fou el primer jutge de Gallura testimoniat i provat històricament. Es va casar amb Paulesa de Zori. Havia mort el 1113. El va succeir el seu fil Saltar de Lacon-Zori. Va deixar una filla que probablement fou la muller de Constantí II Spanu de Gallura.
El jutjat de Gallura tenia per capital a Civita (Olbia) on a finals del segle xi es va construir la basílica de Sant Simplici.